# Orléanais
Pour la langue, voir Orléanais (langue).
987–1790
Entités précédentes :
- Comté d'Orléans
Comté de Blois
Comté de Chartres
Comté d'Étampes

Entités suivantes :
- Loiret
Loir-et-Cher
Eure-et-Loir
Seine-et-Oise
Yonne

L'Orléanais est une région historique et culturelle française, correspondant à une ancienne province puis généralité, dont la capitale est Orléans. Cette appellation fait suite à celle de comté puis de duché, de l'avènement du dernier comte d'Orléans Hugues Capet en 987 jusqu'à la Révolution française.  
Au cours de son existence, la province a pu regrouper différentes régions naturelles, comme la Beauce, la Puisaye, la Sologne, le Gâtinais, le Blésois et le Vendômois. Elle se trouve aujourd'hui partagée sur plusieurs départements, correspondant à la majeure partie du Loiret et du Loir-et-Cher, mais aussi en débordant sur ceux du Cher, de l'Yonne, d'Eure-et-Loir, de l'Essonne, de Seine-et-Marne, des Yvelines et de la Sarthe. Elle ressemblait par conséquent en grande partie à la moitié nord de l'actuelle région Centre-Val de Loire.
L'Orléanais a ainsi pu réunir de nombreuses villes, comme Orléans, sa capitale historique, mais aussi Blois, Étampes, Chartres, Rambouillet, Romorantin-Lanthenay, Montargis, Vendôme, Gien ou encore Châteaudun.
La province est élevée en duché en apanage en l'an 1344. Quant à la généralité, elle fut établie en 1558, et a été disloquée en 1790 lors de la création des départements.

## Histoire

### Origines du comté
L'Orléanais est apparu au IXe siècle. Par la suite, le titre est donné en apanage aux fils cadets des rois de France.

### Rattachement au domaine royal

#### Le fief des Capétiens
Hugues Capet est le dernier comte héréditaire d'Orléans. Son couronnement au titre de roi de France en 987 rend le titre de comte caduc.

#### Le duché apanagiste
Érigée en duché en 1344, la province entre définitivement dans le domaine royal en 1498.
La province constitua un duché sous le contrôle de la famille d'Orléans.
Duc d'Orléans

#### La généralité d'Orléans
Généralité d'Orléans

### Continuité
Bien que l'Orléanais n'existe plus officiellement depuis 1790, il existe un concours Miss Orléanais de 1993 à 2015. En 2013, la province est représentée par Flora Coquerel au concours Miss France 2014 qu'elle remporte. Elle représente ensuite la France à Miss Monde 2014 où elle est non classée et à Miss Univers 2015 où elle termine troisième dauphine.

## Géographie
L'Orléanais s'étend sur une partie du territoire de l'ancienne province romaine de la Gaule lyonnaise.
Comme pour toutes les anciennes provinces françaises, la précision des contours de l'Orléanais reste floue notamment en raison de la coexistence de plusieurs systèmes de découpages territoriaux sous l'Ancien Régime. En effet, les diocèses, les pays d'élection, les gouvernements ou encore les sénéchaussées n'avaient pas les mêmes limites et pouvaient se chevaucher. Enfin, le contour des provinces pouvait changer dans le temps. Certains géographes ont largement critiqué l'idée de provinces et d'identité provinciale, niant parfois que le mot recouvre quelque réalité tangible. De fait, les multiples listes et cartes dénombrant les provinces de France ne sont ni parfaitement superposables ni exactement comparables. Dans le cas de l'Orléanais, le Gâtinais est l'exemple le plus marquant, car il dépendait de la généralité d'Orléans, mais du gouvernement d'Île-de-France. Son appartenance à telle ou telle province est donc difficile à établir.
L'Orléanais couvre la majeure partie du Loiret et du Loir-et-Cher, à l'exception de quelques communes qui faisaient partie de provinces voisines, comme le Berry ou le Perche. Il couvre aussi un tiers de l'Eure-et-Loir, une partie de l'Yonne, autour de la Puisaye, le sud de l'Essonne, ainsi que des communes des Yvelines, de Seine-et-Marne, d'Indre-et-Loire et de la Sarthe. Du point de vue des régions modernes, il couvre l'est et le nord de la région Centre-Val de Loire ainsi que le nord-ouest de la Bourgogne et le sud de l'Île-de-France. Les quelques communes sarthoises font quant à elles partie des Pays de la Loire. L'Orléanais est enfin, avec le Berry et la Touraine, l'une des trois principales provinces historiques de l'actuelle région Centre.
L'Orléanais présente les paysages variés des régions naturelles de la Beauce, du Blésois, de la forêt d'Orléans, du Gâtinais, du Giennois, de la Puisaye, de la Sologne, du Val de Loire, du Vendômois et du Bas-Vendômois.

L'Orléanais dans ses limites du XVIII et les communes et départements actuels.

## Administration
Le territoire de l'Orléanais recoupe en totalité ou partiellement ceux des provinces ecclésiastiques des archevêchés de Sens et de Paris, de la province fiscale de l'ancien régime de la généralité d'Orléans et du domaine royal français.